# Торпедо (стадион, Минск)

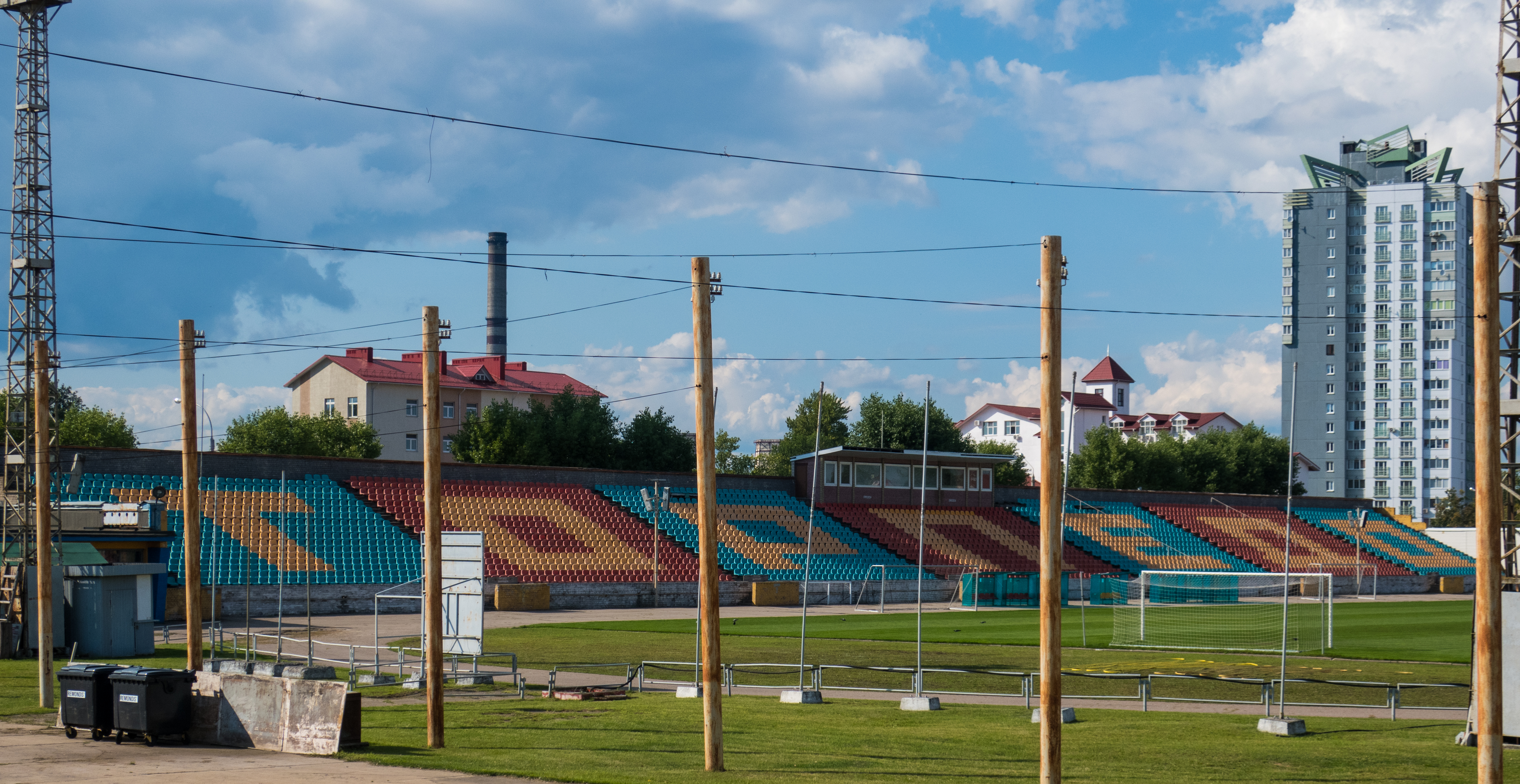
Западная трибуна стадиона с его названием

«Торпе́до» — футбольный стадион в Минске, построенный в 1958 году. Вместимость трибун — 5 200 человек.

## История
Стадион «Торпедо» был построен в 1958 году. Долгое время являлся домашней ареной для минского «Торпедо». До 1991 года на стадионе проводились игры первенства БССР. С 1992 года на нем проводятся игры чемпионата Беларуси.
В 2006 клуб «Торпедо» был ликвидирован. В том же году стадион перешёл в собственность Мингорисполкома. Свои домашние матчи на стадионе стал проводить ФК «Минск». Помимо основной команды стадион использовали женская команда «Минска» и «Минск-2». В 2015 ФК «Минск» переехал на собственный стадион.
В 2009 году на «Торпедо» проводились финальные игры Чемпионата Европы среди девушек (U-19).
С 2015 года возрождённое «Торпедо» снова стало проводить свои домашние матчи на родном стадионе.

## Адрес стадиона
Адрес: Минск, ул. Котовского 2.